# Piptocarpha notata
Piptocarpha notata é uma espécie de planta do gênero Piptocarpha e da família Asteraceae.

## Taxonomia
A espécie foi descrita em 1873 por John Gilbert Baker.
O seguinte sinônimo já foi catalogado:  
- Piptocarpha cinerea  (Sch. Bip.) Baker

## Forma de vida
É uma espécie terrícola, arbustiva e trepadeira.

## Descrição
| Caule                         | Caule                                     |
| ----------------------------- | ----------------------------------------- |
| ramo                          | anguloso                                  |
| indumento                     | lepidoto                                  |
| Folha                         |                                           |
| filotaxia                     | alterna                                   |
| textura                       | subcoriácea                               |
| forma                         | elíptica - lanceolada                     |
| ápice                         | acuminado                                 |
| base                          | cuneada                                   |
| margem                        | ligeiramente denteada                     |
| face abaxial                  | estrelado tomentosa                       |
| Inflorescência                |                                           |
| posição                       | axilar                                    |
| forma                         | corimbiforme                              |
| capítulo                      | pedunculado                               |
| número de capítulo            | 10 a 35                                   |
| invólucro                     | cilíndrico a ligeiramente turbinado       |
| Flor                          |                                           |
| número de flores por capítulo | 3                                         |
| cor da corola                 | branca                                    |
| Fruto                         |                                           |
| cipsela                       | 3 angulosa                                |
| costa                         | presente                                  |
| glândula                      | presente                                  |
| pápus                         | bisseriado/branco/série externa filiforme |

## Conservação
A espécie faz parte da Lista Vermelha das espécies ameaçadas do estado do Espírito Santo, no sudeste do Brasil. A lista foi publicada em 13 de junho de 2005 por intermédio do decreto estadual nº 1.499-R.

## Distribuição
A espécie é encontrada nos estados brasileiros de Bahia, Espírito Santo, Minas Gerais, Rio de Janeiro e São Paulo.
A espécie é encontrada no domínio fitogeográfico de Mata Atlântica, em regiões com vegetação de floresta estacional semidecidual e floresta ombrófila pluvial.